# Panathinaikos BC
|  | Aquest article tracta sobre la secció de bàsquet del Panathinaikos. Vegeu-ne altres significats a «Panathinaikós Athlitikós Ómilos». |

El Panathinaikos BC és la secció de bàsquet del club poliesportiu Panathinaikos, de la ciutat d'Atenes, Grècia. Va ser fundat l'any 1922. La temporada 2020-2021 participa en la lliga grega de bàsquet i en l'Eurolliga de bàsquet.

## Història
El fundador del Panathinaikos Giorgos Kalafatis va viatjar el 1919 a París per conèixer les regles del basquetbol i va tornar amb l'equipament necessari per posar-ne en marxa una secció. El primer partit es va disputar el 1922.
El 1946 el Panathinaikos va guanyar la seva primera lliga grega, el primer títol d'un extens palmarès que inclou 6 eurolligues de bàsquet.
El 2013 guanya la lliga grega, la 33a, davant l'Olympiakos BC.
El 2017 va guanyar la lliga grega amb Xavi Pascual d'entrenador.

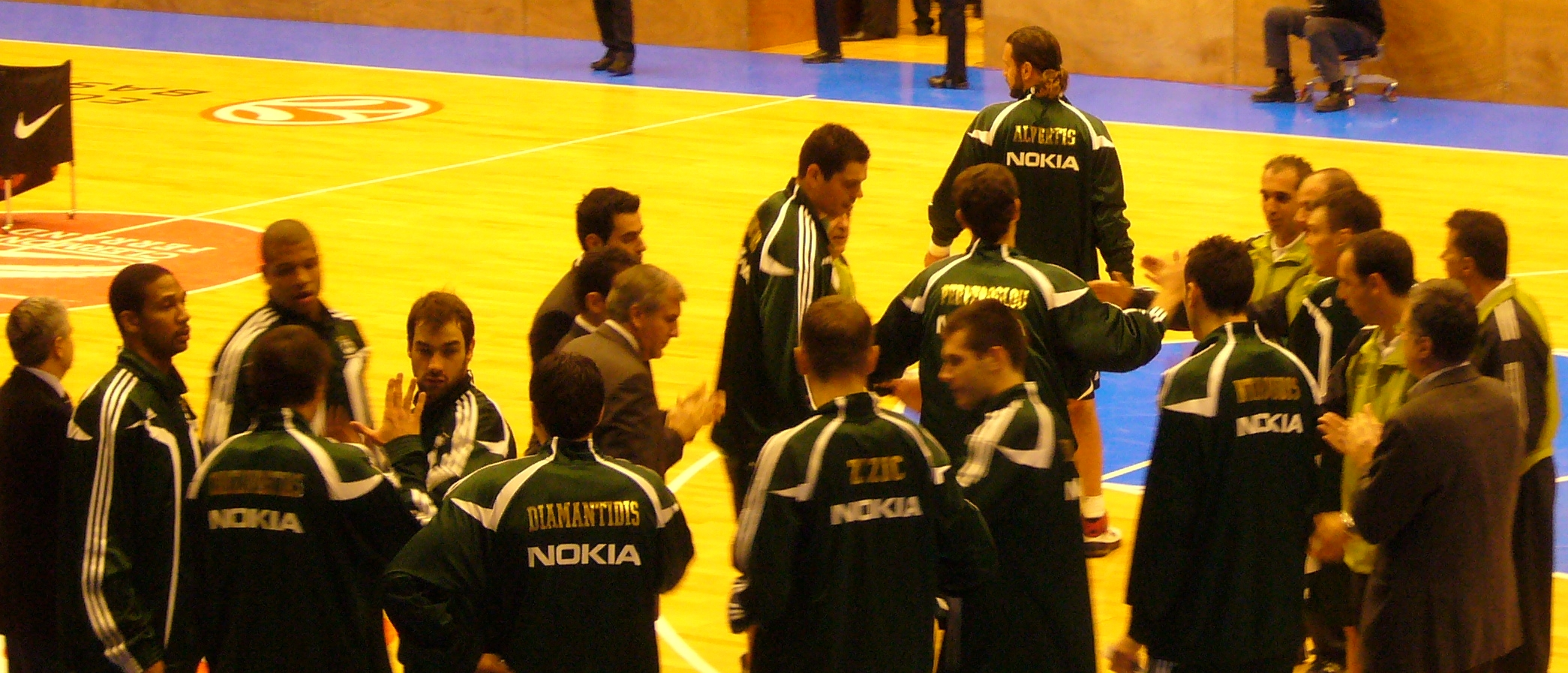
2007-2008 Euroleague

## Pavelló
El Panathinaikos disputa els seus partits com a local al Pavelló Olímpic d'Atenes a Atenes, també conegut com a OAKA, que té capacitat per 18.300 espectadors.

## Palmarès masculí
- Eurolligues[4]
  - Campions (7): 1995–96, 1999–00, 2001–02, 2006–07, 2008–09, 2010–11, 2023-24
  - Finalistes (1): 2000–01
- Copa Intercontinental de la FIBA
  - Campions (1): 1996
- Lligues gregues: 
  - Campions (39): 1945–46, 1946–47, 1949–50, 1950–51, 1953–54, 1960–61, 1961–62, 1966–67, 1968–69, 1970–71, 1971–72, 1972–73, 1973–74, 1974–75, 1976–77, 1979–80, 1980–81, 1981–82, 1983–84, 1997–98, 1998–99, 1999–00, 2000–01, 2002–03, 2003–04, 2004–05, 2005–06, 2006–07, 2007–08, 2008–09, 2009–10, 2010–11, 2012–13, 2013–14, 2016–17, 2017–18, 2018–19, 2019–20, 2020-21
  - Finalistes (11): 1952–53, 1967–68, 1969–70, 1977–78, 1982–83, 1992–93, 1994–95, 1995–96, 2011–12, 2014–15, 2015–16, 2021-22, 2022-23
- Copes gregues
  - Campions (20): 1978–79, 1981–82, 1982–83, 1985–86, 1992–93, 1995–96, 2002–03, 2004–05, 2005–06, 2006–07, 2007–08, 2008–09, 2011–12, 2012–13, 2013–14, 2014–15, 2015–16, 2016–17, 2018–19, 2020-21
  - Finalistes (5): 1984–85, 1999–00, 2000–01, 2009–10, 2010–11, 2021-22
- Supercopa grega
  - Campions (1): 2021
  - Finalistes (1): 1986

## Palmarès femení
- Lligues gregues: 
  - Campiones (4): 1997-98, 1999-00, 2004-05, 2012-13
- Copes gregues
  - Campiones (1): 1999-00

## Jugadors destacats
- Liveris Andritsos, Nikos Boudouris, Fanis Christodoulou, Antonis Fotsis, Nikos Galis, Panagiotis Giannakis, Nikos Ikonomou, John Korfas, Lazaros Papadopoulos, Kostas Patavoukas, David Stergakos, Dimitris Diamandidis, Vasílios Spanulis
- Marcelo Nicola, Hugo Sconochini, Pepe Sanchez
- Arijan Komazec, Stojan Vranković, Dino Radja
- John Amaechi
- Michael Koch, Sascha Hupmann
- Odded Katash
- Ferdinando Gentile
- Zarko Paspalj, Dejan Bodiroga, Zeljko Rebraca
- Ferran Martínez i Garriga
- Ibrahim Kutluay
- Aleksandr Vólkov
- Antonio Davis, Dominique Wilkins, Byron Dinkins, John Salley, Byron Scott, Johnny Rogers, Darryl Middleton, Ariel McDonald, Tracy Murray

### Dorsals retirats
- 01 Dedicat als seguidors de l'equip
- 04 Fragiskos Alvertis (1990–2009)
- 13 Dimitris Diamantidis (2004-2016)[5]

## Entrenadors destacats
- Bozidar Maljkovic
- Zelimir Obradovic.